# Pericyma glaucinans
Pericyma glaucinans är en fjärilsart som beskrevs av Achille Guenée 1852. Pericyma glaucinans ingår i släktet Pericyma och familjen nattflyn. Inga underarter finns listade i Catalogue of Life.